# Кипелов (гурт)
«Кипе́лов» (укр. Кіпєлов) — російський рок-гурт під керівництвом Валерія Кіпєлова, який грає в стилі хеві-метал. Лауреат премії «MTV Russia Music Awards» 2004 року як найкращий рок-проєкт.

## Історія гурту

### Розкол Арії
Гурт Кипелов з'явився на світ після розколу гурту Ария на два колективи. Колишні музиканти Арии, а саме: вокаліст Валерій Кипєлов, гітарист Сергій Терентьєв і барабанщик Олександр Манякін — вирішили створити власний проєкт під назвою «Кипелов». До складу гурту були запрошені Сергій Маврін (також свого часу грав в Арии) і бас-гітарист гурту «Маврин» Олексій Харков.
У такому складі гурт в 2003 році почав активну концертну діяльність. «Кипелов» проїхав по Росії, виконуючи переважно пісні Арии, написані учасниками гурту, а також матеріал з альбому Смутное время (1997). Однак не виконувалися пісні «Зверь» і «Химера», незважаючи на те, що Кипелов був одним із співавторів цих пісень; разом з тим виконувалися пісні «Тореро», «Воля и разум», «Здесь куют металл» та «Встань, страх преодолей», у створенні яких не брав участі жоден учасник гурту. Особливу популярність здобула пісня «Я свободен», що стала головним «хітом» гурту. Ця балада очолювала хіт-паради «Чартова дюжина» і MTV Росія top-20.
24 травня 2003 року був записаний концертний альбом Путь наверх, що складався з пісень «Арии», які були написані Кіпєловим, Терентьєвим і Мавриним.
Наприкінці 2003 року гурт покидає Сергій Терентьєв. Терентьєв заснував власний гурт Артерия. На його місце був запрошений гітарист Андрій Голованов (екс — «Легион»).

### Перші сингл і студійний альбом
На початку 2004 року виходить сингл Вавилон, записаний ще з Терентьєвим і Мавріним (аранжування зроблено Терентьєвим), знімається відеокліп на однойменну пісню. Протягом 2004 року гурт починає виконувати окремі пісні з майбутнього альбому. За словами Сергія Мавріна, текст до заголовної пісні одночасно писали Сергій Маврін і Маргарита Пушкіна, Валерій Кипєлов вибрав варіант Маргарити. Влітку «Кипелов» вручають премію MTV Росія як найкращому рок-проєкту року.
У 2004 році вийшло перевидання концерту Путь наверх, де була вирізана значна частина спілкування із залом, а як бонуси додавалися пісні «Вавилон» і «Смутное время» (версія 2004 року).
Незабаром після цього гурт покидає Сергій Маврін. За його словами, причиною тому були творчі розбіжності: Маврин бажав випускати більш складний матеріал і швидше. У травні 2005 року для концертного туру і запису альбому до гурту був запрошений відомий гітарист німецької групи Rage Віктор Смольський. 28 травня 2005 року в ПС «Лужники» відбувся концерт, приурочений до виходу нового альбому. Концерт отримав назву Реки Времён тур: Москва 2005, який пізніше вийшов на DVD і CD, куди також були додані всі зняті на той момент кліпи гурту. У складі Кипєлов-Голованов-Харков-Манякін-Смольський був записаний дебютний альбом — Реки времён. Смольський брав участь у турі на підтримку альбому і виступав з «Кипелов» більше року, хоча на афішах значився як «спеціальний гість». «Кипелов» і «Rage» провели також спільний концерт, де Віктор грав у складі обох груп.

### Прихід Мовчанова

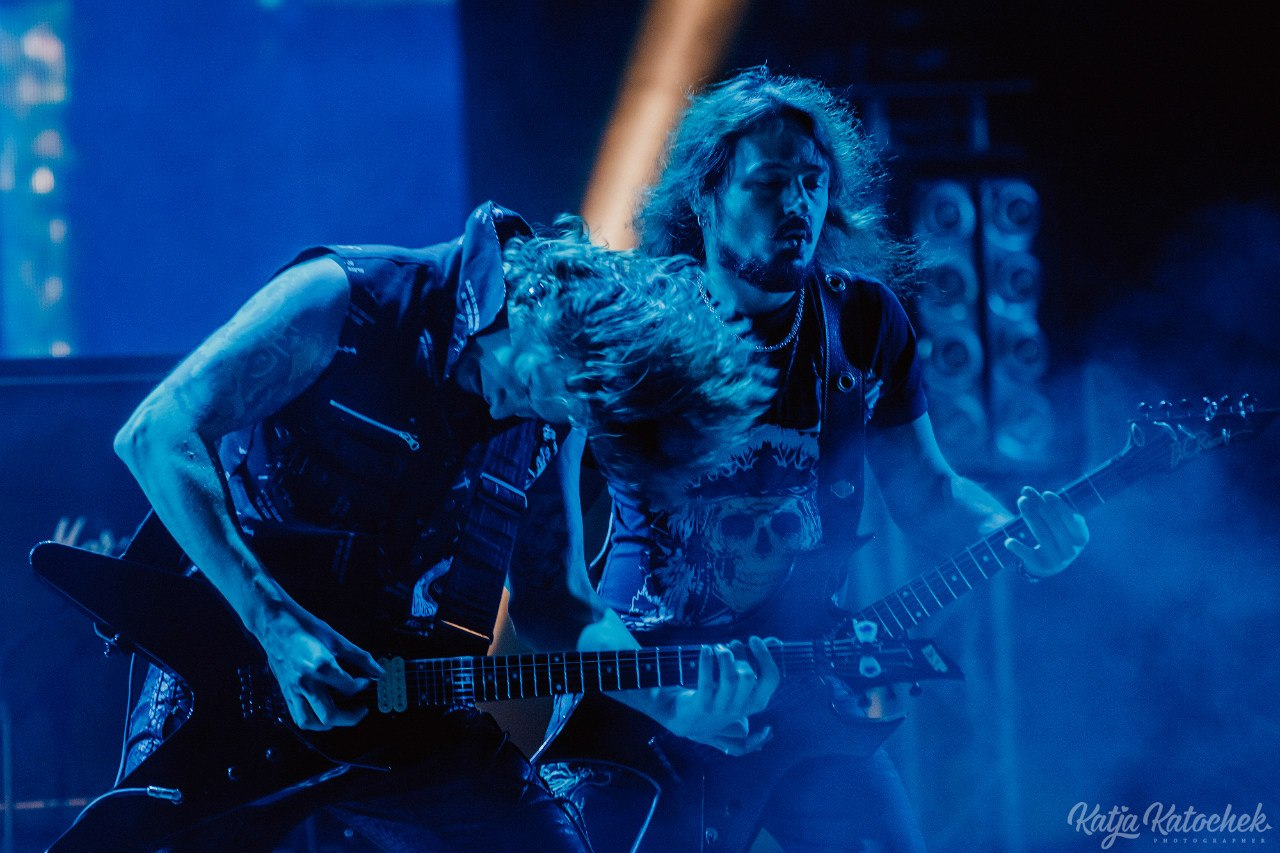
В.Мовчанов і А.Голованов на фестивалі Moscow Metal Meeting 2014

У лютому 2006 року Смольський остаточно повернувся в «Rage». До гурту був запрошений гітарист В'ячеслав Мовчанов (екс — Легион). У вересні 2006 року «Кипелов» розпочинає ювілейний гастрольний тур. Одночасно виходить DVD Москва 2005 з концертом у Лужниках, який відбувся в 2005 році.
У 2007 році групою був знятий відеокліп на пісню «Не сейчас».
«Кипелов» також записує пісню «Талисман (Черный ангел)» для кінофільму «Бегущая по волнам» (2007) на музику Дмитра Умецького і вірші Іллі Кормільцева (Наутилус Помпилиус).
15 жовтня 2007 виходить ремікс і ремастер альбому Реки времён.
18 і 20 жовтня 2007 року в Москві в ПС «Лужники» і в Санкт-Петербурзі в Льодовому палаці пройшли ювілейні концерти гурту. На них була презентована нова пісня «Монолог» (Жить Вопреки), яка згодом увійшла в новий альбом «Кипелова», і пісня «Никто» з альбому спільного проєкту «Династия посвящённых».
У лютому 2009 група випустила сингл «На грани», до якого увійшли однойменна нова пісня і дві вже відомих композиції в акустичному варіанті: «Я здесь» і «Ночь в июле», до перезапису яких був притягнутий струнний оркестр.

### 2010-ті роки
У 2010 році, 29-30 травня гурт дав два московських концерта в ПК «Горбунова», де гурт зробив подарунок своїм фанатам і прихильникам — це народні пісні «Не для меня», «Ой, то не вечер», «Любо, братцы, любо», заспівані разом з ансамблем «Малиновка».
1 березня 2011 був випущений другий альбом гурту під назвою Жить вопреки. Презентація альбому відбулася в клубі Arena Moscow 1 і 2 квітня 2011 року. Альбом записували в Росії, а зводили в Фінляндії. Зведенням альбому займався Michael Voss.

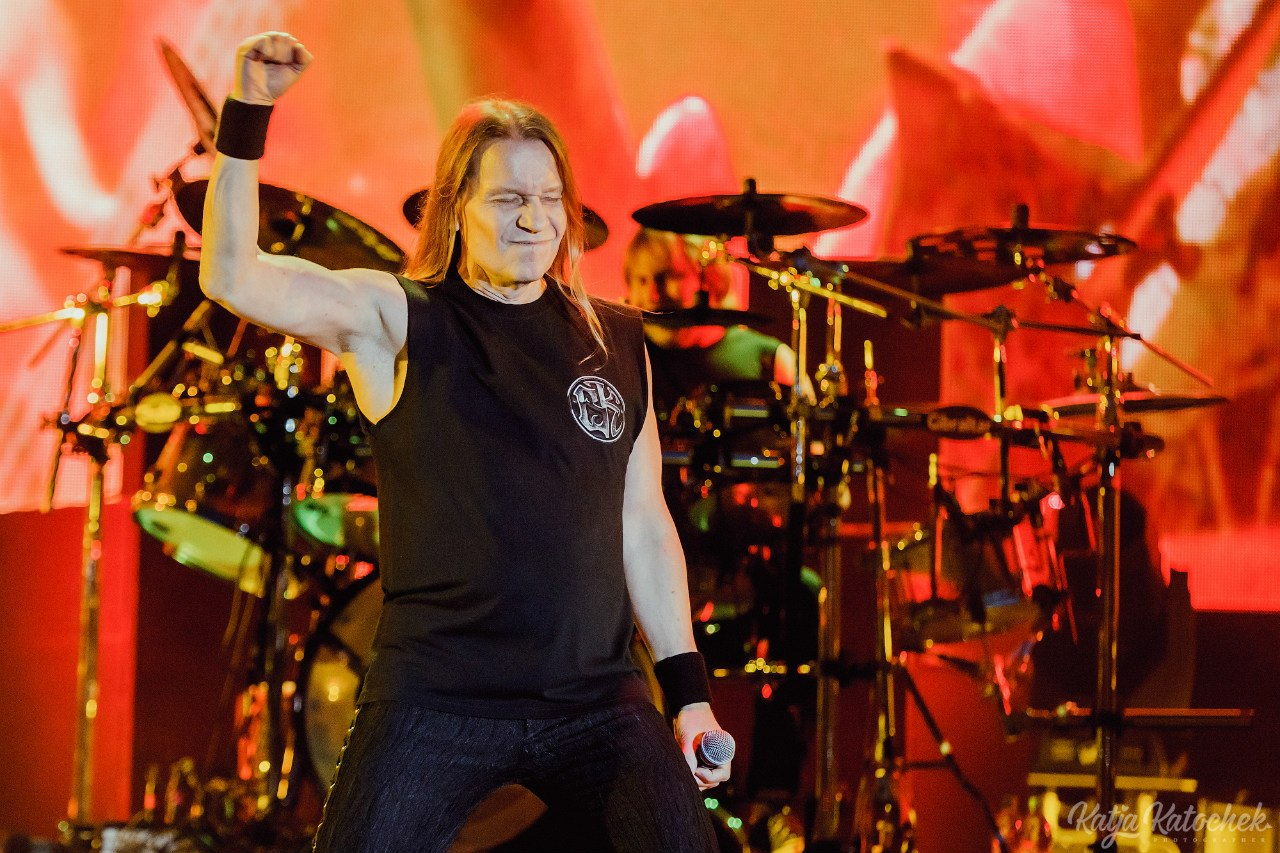
Валерій Кипєлов на фестивалі Moscow Metal Meeting 2014

12 червня 2011 група виступила на фестивалі «Рок над Волгой», де виконала пісню «Я здесь» дуетом з Тар'єю Турунен, екс-вокалісткою гурту Nightwish.
1 грудня 2012 в «Crocus City Hall» відбувся концерт, присвячений десятиріччю групи, на який були запрошені С. Терентьєв і С. Маврин.
7 квітня 2013 відбулася попередня презентація нового синглу «Отражение» і автограф-сесія гурту в Москві. У сингл увійшли композиції: «Сальери и его Отражение», «Ария Надира», «Я свободен», «Мертвая зона».
Після виходу синглу «Отражение» учасники гурту повідомили про плани випуску нового альбому. Для підготовки матеріалу група практично повністю припинила концертну діяльність, відвідуючи тільки великі рок-фестивалі.
Афішуючи участь в байк-шоу «Російський реактор» 18.08.2017 року на 17 кілометрі траси Севастополь-Ялта, група фактично визнала анексію Українського Криму Російською Федерацією, що викликало хвилю обурення серед українського суспільства та шанувальників гурту. Крім того, сингл «Непокорённый», про блокаду Ленінграду, написаний до 70 річниці Великої Перемоги, не містить нічого, крім радянської пропаганди, що, першу чергу, суперечить фундаментальному принципу класичного року — протистояння системі.

## Склад гурту

### Поточний склад
- Валерій Кіпєлов (екс-Ария) — вокал (2002—п.т.)
- Олексій Харьков (екс-Маврин) — бас-гітара (2002—п.ч.)
- Олександр Манякін (екс-Ария) — ударні (2002—п.ч.)
- Андрій Голованов (екс-Легион) — гітара, акустична гітара (2003—п.ч.)
- В'ячеслав Мовчанов (екс-Легион) — гітара, акустична гітара, бек-вокал (2006—п.ч.)

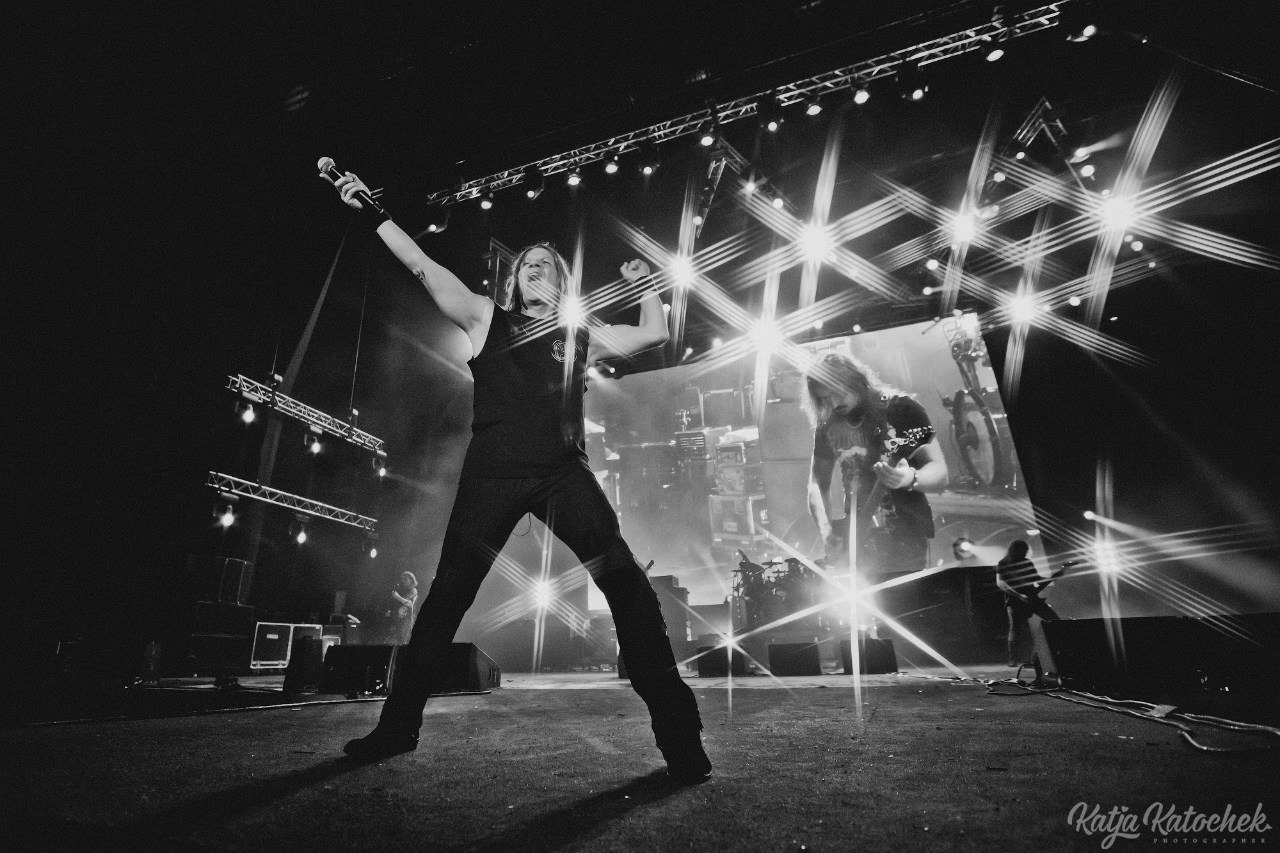
Валерій Кипєлов
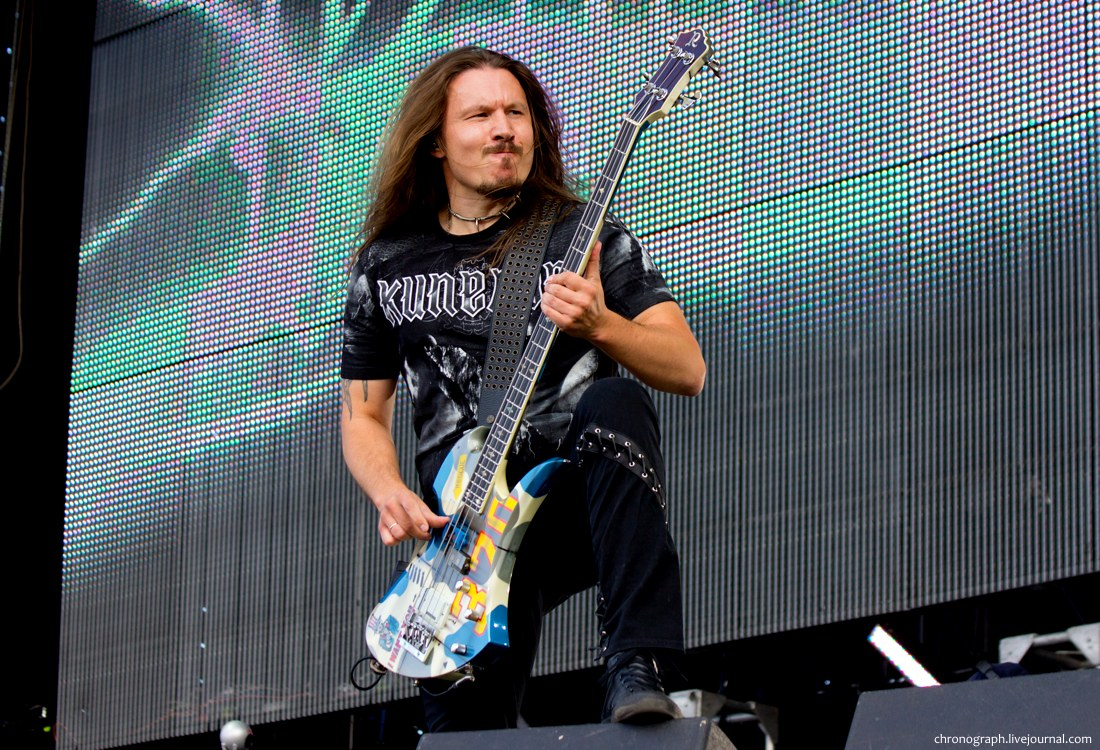
Олексій Харков
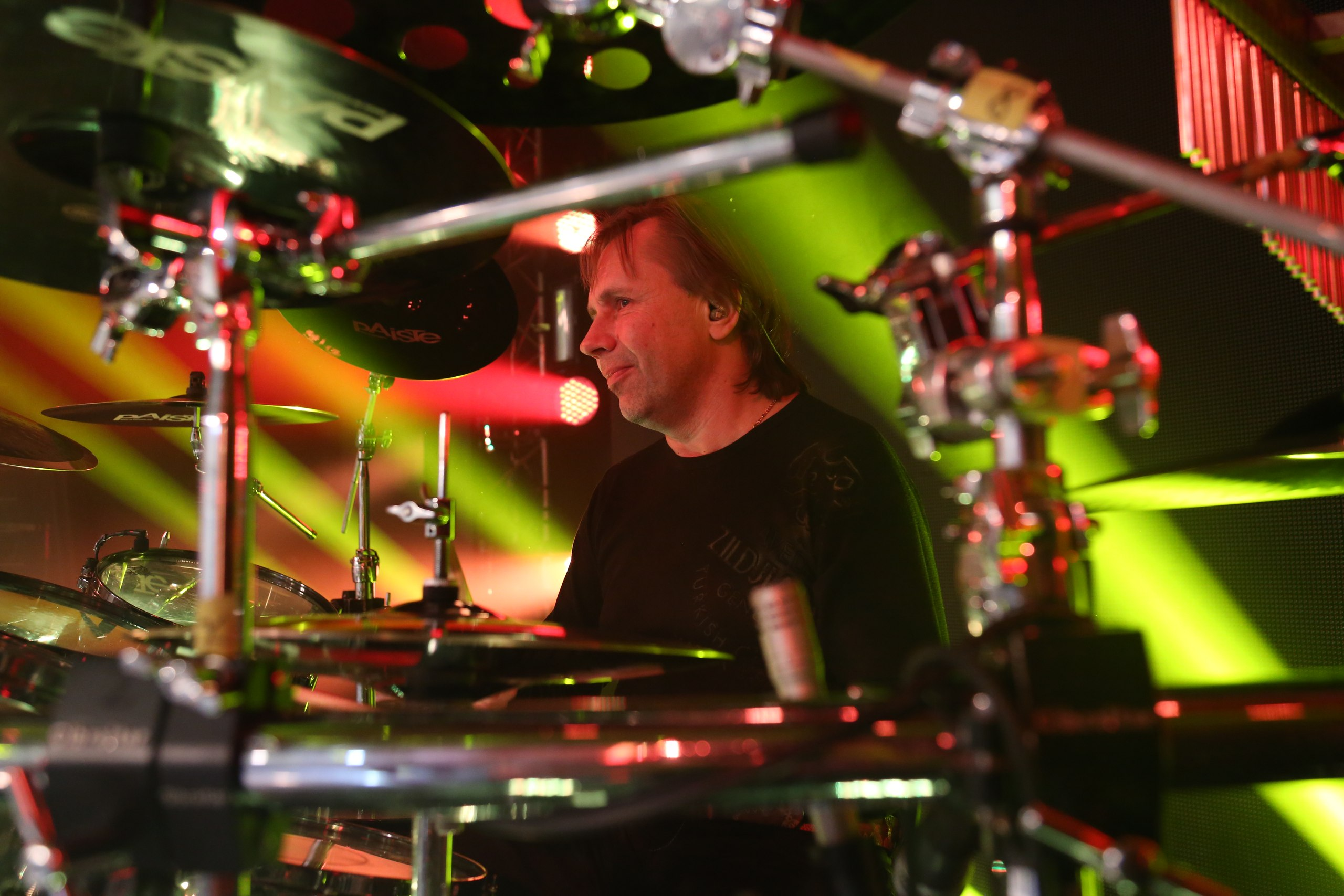
Олександр Манякін
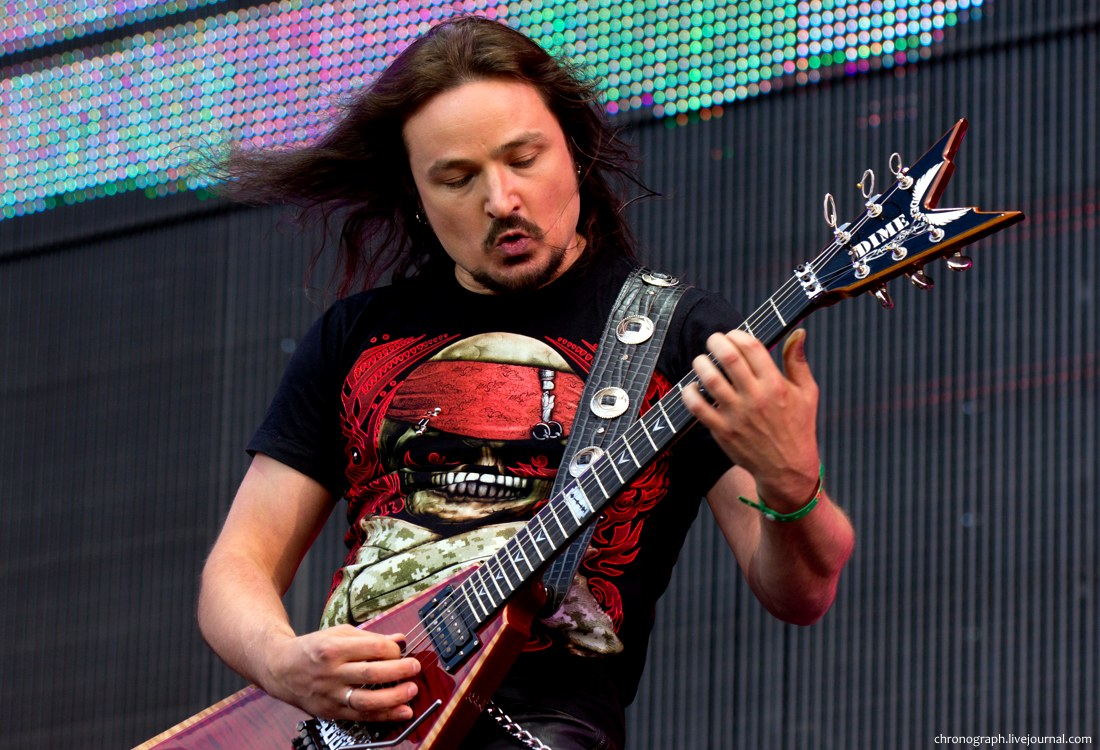
Андрій Голованов
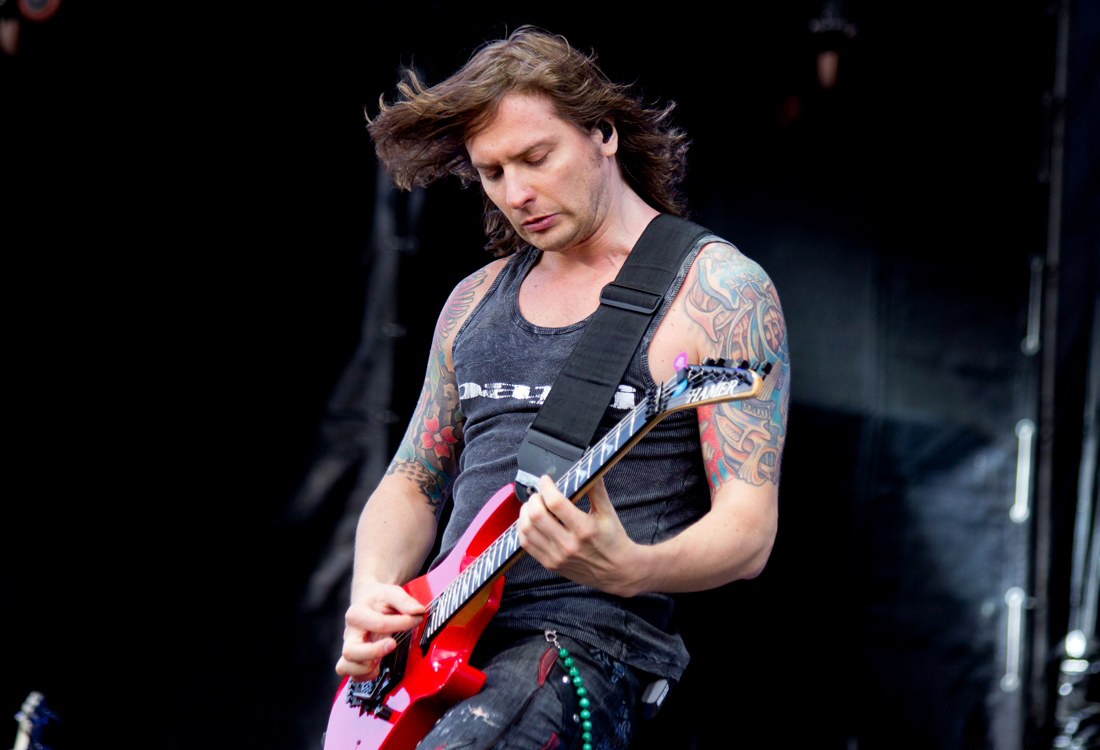
В'ячеслав Мовчанов

### Колишні учасники
- Сергій Маврин (екс-Ария, Маврин) — гітара (2002—2004)
- Сергій Терентьєв (екс-Ария, Артерия) — гітара (2002—2003)

### Сесійні музиканти
- Євгеній Шидловський — клавішні (2002—2003)
- Віктор Смольський (Rage) — гітара (листопад 2004 — травень 2006)

## Дискографія

### Студійні альбоми
- 2005 — «Реки времён»
- 2011 — «Жить вопреки»

### Концертні записи
- 2003 — «Путь наверх»
- 2006 — «Москва 2005»
- 2008 — «V лет»
- 2013 — «X лет. Крокус Сити Холл»

### Сингли
- 2004 — «Вавилон»
- 2009 — «На грани»
- 2013 — «Отражение»

### Перевидання
- 2007 — «Реки времён» (Ремастоване перевидання)

## Відеокліпи
- 2003 — «Я свободен» — дивитися [Архівовано 15 Січня 2015 у Wayback Machine.]
- 2004 — «Вавилон» — дивитися [Архівовано 21 Жовтня 2015 у Wayback Machine.]
- 2005 — «Я здесь» — дивитися [Архівовано 12 Липня 2015 у Wayback Machine.]
- 2007 — «Не сейчас» — дивитися [Архівовано 2 Червня 2015 у Wayback Machine.]

## Нагороди і премії
| Рік  | Премія                          | Номінація                                                                                 | Результат |
| ---- | ------------------------------- | ----------------------------------------------------------------------------------------- | --------- |
| 2004 | «MTV Russia Music Awards»       | «Найкращий рок-проєкт»                                                                    | Перемога  |
| 2007 | «Спеціальний приз Рекордъ-2007» | «За найкращий живий концерт 2007 року» (ювілейний концерт 18 жовтня 2007 року в Лужниках) | Перемога  |
| 2008 | «Чартова дюжина-2008»           | «Концерт року» (ювілейний концерт, ДС «Лужники», 18.10.2007)                              | Номінація |
| 2012 | «Русский топ-2011»              | «Найкращий альбом» (Жить вопреки)                                                         | Перемога  |
| 2012 | «Русский топ-2011»              | «Найкращий виконавець»                                                                    | Перемога  |
| 2013 | «Русский топ-2012»              | «Найкращий рок-гурт»                                                                      | Перемога  |
| 2013 | «Русский топ-2012»              | «Найкращий виконавець»                                                                    | Перемога  |
| 2013 | «Чартова дюжина-2013»           | «Концерт року» (концерт який відбувся 1 грудня 2012 року в Crocus City Hall)              | Перемога  |
| 2014 | «Русский топ-2013»              | «Найкращий рок-гурт»                                                                      | Перемога  |
| 2014 | «Русский топ-2013»              | «Найкращий альбом» (Сингл «Отражение»)                                                    | Перемога  |

### Офіційні
- Офіційний сайт гурту [Архівовано 3 Жовтня 2015 у Wayback Machine.]
- Офіційний фан-клуб гурту [Архівовано 13 Жовтня 2016 у Wayback Machine.]
- Кипелов у соцмережі «Твіттер»
- Кипелов у соцмережі «Facebook»
- Канал Кипелов (гурт) на YouTube
- Гурт Кипелов [Архівовано 8 Лютого 2015 у Wayback Machine.] у соціальній мережі Вконтакті

### Неофіційні
- Фан-зона гурту Кипелов
- Форум гурту на сайті Mastersland.com [Архівовано 19 Серпня 2014 у Wayback Machine.]
- Кипелов на Encyclopaedia Metallum [Архівовано 19 Січня 2012 у Wayback Machine.]